# Zlatý slavík 1964
Zlatý slavík 1964 byl třetí ročník ankety popularity českých zpěváků a písní. Organizoval ji časopis Mladý svět. Poprvé v historii byla vytvořena zvláštní kategorie zpěvaček a zvláštní kategorie zpěváků.
Čtenáři v každé kategorii hlasovali pro tři nejlepší, za první místo zpěvák  obdržel tři body, za druhé dva a za třetí jeden.
Celkem hlasovalo 6 490 hlasujících.

## Výsledky

### Zpěvačky
| Pořadí | Jméno              | Body |
| ------ | ------------------ | ---- |
| 1.     | Eva Pilarová       | 9849 |
| 2.     | Yvetta Simonová    | 8413 |
| 3.     | Jana Petrů         | 5099 |
| 4.     | Helena Vondráčková | 4839 |
| 5.     | Hana Hegerová      | 3192 |
| 6.     | Judita Čeřovská    | 3040 |
| 7.     | Pavlína Filipovská | 2771 |
| 8.     | Yvonne Přenosilová | 2368 |
| 9.     | Helena Blehárová   | 509  |
| 10.    | Marta Kubišová     | 433  |
| 11.    | Jana Malknechtová  | 329  |
| 12.    | Eva Olmerová       | 316  |
| 13.    | Věra Křesadlová    | 306  |
| 14.    | Edita Štaubertová  | 299  |
| 15.    | Vlasta Kahovcová   | 282  |
| 16.    | Jarmila Veselá     | 222  |
| 17.    | Eva Martinová      | 136  |
| 18.    | Ljuba Hermanová    | 105  |
| 19.    | Michaela Prunerová | 81   |
| 20.    | Krátká             | 53   |

### Zpěváci
| Pořadí  | Jméno            | Body  |
| ------- | ---------------- | ----- |
| 1.      | Karel Gott       | 15377 |
| 2.      | Milan Chladil    | 6413  |
| 3.      | Josef Zíma       | 5760  |
| 4.      | Waldemar Matuška | 4222  |
| 5.      | Jiří Suchý       | 3338  |
| 6.      | Jiří Šlitr       | 1788  |
| 7.      | Karel Hála       | 1308  |
| 8.      | Pavel Sedláček   | 1048  |
| 9.      | Karel Štědrý     | 830   |
| 10.     | Jiří Jelínek     | 804   |
| 11.     | Dušan Grúň       | 607   |
| 12.     | Michael Volek    | 550   |
| 13.     | Karel Kopecký    | 462   |
| 14.-15. | Pavel Bobek      | 336   |
| 14.-15. | Jiří Vašíček     | 336   |
| 16.     | Rudolf Cortés    | 285   |
| 17.     | Arnošt Kavka     | 211   |
| 18.     | Jaromír Mayer    | 149   |
| 19.     | Fremer           | 138   |
| 20.     | Viktor Sodoma    | 92    |

### Písně
| Pořadí | Jméno                   | Hudba                                     | Text             |
| ------ | ----------------------- | ----------------------------------------- | ---------------- |
| 1.     | Schody do nebe          | Karel Kopecký                             | Jindřich Faktor  |
| 2.     | Kdyby sis oči vyplakala | Jiří Bažant, Vlastimil Hála, Jiří Malásek | Vratislav Blažek |
| 3.     | Volání divokých husí    | Jaromír Vomáčka                           | Jiří Vittinger   |